# Thurisaz

Thurisaz

Thurisaz (ᚦ) ist die dritte Rune des älteren Futhark und des altnordischen Runenalphabets mit dem Lautwert [θ].
Der rekonstruierte urgermanische Name bedeutet „Riese“ (Thurse). Er erscheint in den Runengedichten als altnordisch þurs, während er davon abweichend als altenglisch þorn und gotisch thyth erscheint.

## Verwendung in der Neuzeit
Als „Thorn“ (Þ þ) fand das Zeichen im Altenglischen auch Einzug in das lateinische Schriftsystem. Im Isländischen hat es sich bis in die Moderne als Schriftzeichen erhalten; sein Lautwert entspricht dem (stimmlosen) englischen ⟨th⟩ (IPA [θ]).
Daneben wird das Zeichen bei der Transkription der Altnordischen und (oft) der gotischen Sprache anstelle des ⟨th⟩ verwendet.

## Zeichenkodierung
| Standard  | Standard    | Thurisaz (ᚦ)                      |
| --------- | ----------- | --------------------------------- |
| Unicode   | Codepoint   | U+16A6                            |
| Unicode   | Name        | RUNIC LETTER THURISAZ THURS THORN |
| UTF-8     | UTF-8       | E1 9A A6                          |
| XML/XHTML | dezimal     | &#5798;                           |
| XML/XHTML | hexadezimal | &#x16A6;                          |